# الهيئة النجمية

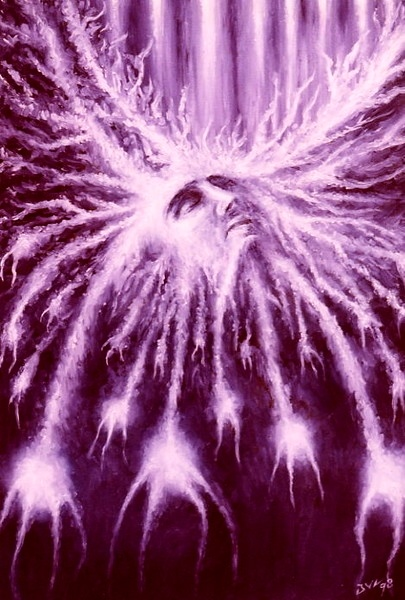
حالة الوعي أثناء النوم لجيروين فان فالكينبيرج

الهيئة النجمية أو الجسد النجمي أو الطيف السماوي أو النظير السماوي هو جسد لطيف أو جسم خفيُّ أو ما يُعرف في الفلسفة بالجوهر اللامادي أو الروحي، افترضه العديد من الفلاسفة الدينيين وسيطًا بين الذكاء الروحي والجسم المادي، وتتألف من مادة خفية. وتم الاستنتاج أن هذا المفهوم مستمد من فلسفة أفلاطون: وهو يتصل بمستوى نجمي، الذي يتألف من سماوات التنجيم الكوكبية. واعتمد هذا المصطلح الثيوصوفيون، ونِحلة الصليب الوردي في القرن التاسع عشر.
           
ولهذه الفكرة جذور دينية مشتركة في جميع أنحاء العالم عن الحياة الأخرى التي ترد فيها رحلة الروح أو «الصعود» في تعبيرات مثل تجربة «وجد، أو صوفية أو خروج من الجسد، حيث يترك المسافر الروحي جسده المادي ويسافر في جسد خفي (أو جسد الحلم أو الجسد النجمي) في عوالم أخرى ذات تأثيرات أقوى». وبهذا «فالعديد من أشكال الجنة، والجحيم وتطهير النفس من الآثام التي يؤمن بها معتنقوا الديانات التي لا تعد ولاتحصى يمكن رؤيتها كظواهر نجمية، كما هو في غرفة استحضار القوى الخارقة.
ويقال أن الهيئة النجمية قد تكون مرئية أحيانا كهالة من الألوان الدوارة. وترتبط على نطاق واسع في العصر الحالي بتجارب الخروج من الجسد أو  الإسقاط النجمي. حيث يشير هذا إلى جولة مفترضة حول العالم الحقيقي، كما هو في كتاب مولدون وكارينغتون،The Projection of the Astral Body، وهو يتوافق مع استخدام مدام بلافاتسكي للمصطلح. وكان يرمز له بـ«الأثيري»، بينما «نجمي» تشير إلى تجربة رموز الأحلام، والوقائع، والذكريات، والكائنات الروحية والمناظر الطبيعية الحالمة. وفيما يتعلق بالرأي العلمي العلماني فهذا المفهوم يعتبر الآن بالي النظريات العلمية المستبدلة، كونه نشأ كمظهر مادي وبعدي للعالم النفسي.

## العالم الكلاسيكي
تعد الأفلاطونية الحديثة (بالإنجليزيةأفلاطونية محدثةN إفلاطونية محدثةهي أحد فروع الفلسفة الكلاسيكية التي تستخدم أعمال أفلاطون كدليل لفهم الدين والعالم.
 وفي أسطورة أي-ار (the Myth of Er), تحديدا، أصدر أفلاطون لقاء لما بعد الموت الذي تضمن رحلة عبر المجالات الكوكبية السبعة ومن ثم التجسد ثانية. فقد أشار إلى أن اإنسان مخلوق من جسد هالك وإرادة خالدة و«روح» متوسطة.
اتفق الأفلاطيون على صفة الخلود للروح العقلية ولكن لم يتفقوا على ما إذا كانت «روح الإنسان غير العقلانية» خالدة وسماوية («مليئة أو مشابهة للنجوم»، ومنها نجمية) أو إذا ماكانت باقية على الأرض حتى تتلاشى بعد الموت., وافترض الأفلاطوني الراحل  بروكلوس، الذي يرجع له الفضل كأول من تحدث عن «المستويات» الخفية، جسمين أو«ناقليين» افتراضيين (okhemaا) الوسيطة بين الروح العقلية والجسم المادي. وكانت هذه؛ 1) المركبة النجمية، التي كانت الناقلة الخالدة للروح. و 2) المركبة الروحية (pneuma)، التي ترتبط بالتنفس الحيوي، الذي يعتبره فان.
تعني كلمة «نجمي» «من النجوم»، ولهذا فإن المستوى النجمي، الذي يتألف من الطبقات السماوية، يعتبر ظاهرة فلكية: «كل النجوم المحيطة بكوكبنا والكواكب الأخرى، مجتمعة مع الكواكب النجمية في عالمنا معا تكون الهيئة النجمية للرموز الشمسية. وهناك» سبعة أنواع من الهيئة النجمية«ومن خلالها تحدث التغيرات النفسية بشكل دورياً».

## العصر الحديث
مثل هذه الأفكار كان لها تأثيرا كبيرا على الفكر الديني في العصور الوسطى وكان لها دورها في الطب الحديث لباراسيلسوس وسرفيتوس. في عصر الرومانسية، ومع اكتشاف الكهرومغناطيسية والجهاز العصبي، ظهر اهتمام جديد بعالم الأرواح.تحدث فرانز أنطون ميسمرعن النجوم، والمغناطيسية الحيوانية والسوائل المغناطيسية.و في عام 1801، كتب الكولتيستس الإنكليزي فرانسيس باريت"excellent astral and magnetic powers" في الأعشاب، حيث أن العشابون قد صنفوا الأعشاب وفقا لموافقتهم المفترضة مع التأثيرات الكوكبية السبعة.
في منتصف القرن التاسع عشر، كتب الكولتيستس الفرنسي  إيليفاس ليفي الكثير عن «الضوء النجمي» (the astral light)، وهوعامل اعتبره ذو أهمية كبيرة فيما يتعلق بالسحر، إضافة إلى قوة الإرادة ومبدأ التناظر. واعتبر الضوء النجمي منشأ لجميع أشكال الضوء والطاقة والحركة، واصفاً إياه بعبارات أحيت كلا من ميسمر (Mesmer) واللومينيفيروس إيثر (luminiferous ether).
وكانت لفكرة ليفي عن النجمية لتحظى بتأثير كبير في العالم الناطق باللغة الإنكليزية من خلال تعاليم الفجر الذهبي (The Golden Dawn)، ولكن تناولتها أيضا هيلينا بلافاتسكي  ونوقشت ضمن واحد من أهم أعمال الثيوصوفية، المذهب السري (The Secret Doctrine). ويبدو أن ليفي تم اعتباره من قبل الثيوصوفيون المصدر الفوري الذي أدى إلى اعتمادهم المصطلح في مخططهم ذو السبعة أجزاء من المستويات والهيئات، ولو أنه كان هناك بعض التباس للاستخدام السليم للمصطلح.